# Belgium az 1988. évi nyári olimpiai játékokon
Belgium a dél-koreai Szöulban megrendezett 1988. évi nyári olimpiai játékok egyik részt vevő nemzete volt. Az országot az olimpián 16 sportágban 67 sportoló képviselte, akik összesen 2 érmet szereztek.

## Érmesek
| Érem  | Versenyző           | Sportág       | Versenyszám        |
| ----- | ------------------- | ------------- | ------------------ |
| Bronz | Robert Van de Walle | Cselgáncs     | Férfi félnehézsúly |
| Bronz | Frans Peeters       | Sportlövészet | Trap               |

## Asztalitenisz
Férfi
| Versenyző         | Versenyszám | Csoportkör | Csoportkör | Nyolcaddöntő      | Negyeddöntő       | Elődöntő          | Döntő             | Helyezés |
| Versenyző         | Versenyszám | Ellenfél Eredmény | Hely.      | Ellenfél Eredmény | Ellenfél Eredmény | Ellenfél Eredmény | Ellenfél Eredmény | Helyezés |
| ----------------- | ----------- | --- | ---------- | ----------------- | ----------------- | ----------------- | ----------------- | -------- |
| Jean-Michel Saive | Egyes       | A csoport · Alan Cooke (GBR) · 0:3 · Lotfi Joudi (TUN) · 3:0 · Sean O’Neill (USA) · 3:0 · Carlos Kawai (BRA) · 3:0 · Csiang Csia-liang (Jiang Jialiang) (CHN) · 0:3 · Klampár Tibor (HUN) · 2:3 · Jean-Philippe Gatien (FRA) · 3:2 | 4.         | kiesett           | kiesett           | kiesett           | kiesett           | 25.      |

Női
| Versenyző       | Versenyszám | Csoportkör | Csoportkör | Nyolcaddöntő      | Negyeddöntő       | Elődöntő          | Döntő             | Helyezés |
| Versenyző       | Versenyszám | Ellenfél Eredmény | Hely.      | Ellenfél Eredmény | Ellenfél Eredmény | Ellenfél Eredmény | Ellenfél Eredmény | Helyezés |
| --------------- | ----------- | --- | ---------- | ----------------- | ----------------- | ----------------- | ----------------- | -------- |
| Karina Bogaerts | Egyes       | F csoport · Csang Hsziu-jü (Chang Hsiu-Yu) (TPE) · 0:3 · Niyati Roy-Shah (IND) · 3:0 · Leong Mee Wan (MAS) · 3:0 · Flyura Bulatova (URS) · 0:3 · Marie Hrachová (TCH) · 1:3 | 4.         | kiesett           | kiesett           | kiesett           | kiesett           | 25.      |

## Atlétika
Férfi
| Versenyző              | Versenyszám     | Előfutam | Előfutam | Előfutam | Negyeddöntő | Negyeddöntő | Negyeddöntő | Elődöntő | Elődöntő | Elődöntő | Döntő         | Döntő         |
| Versenyző              | Versenyszám     | Idő      | Hely.    | Össz.    | Idő         | Hely.       | Össz.       | Idő      | Hely.    | Össz.    | Idő           | Helyezés      |
| ---------------------- | --------------- | -------- | -------- | -------- | ----------- | ----------- | ----------- | -------- | -------- | -------- | ------------- | ------------- |
| Patrick Stevens        | 100 m           | 10,51    | 4.       | 31.***   | 10,50       | 6.          | 31.*        | kiesett  | kiesett  | kiesett  | kiesett       | kiesett       |
| Patrick Stevens        | 200 m           | 20,84    | 3.       | 11.      | 20,94       | 5.          | 21.*        | kiesett  | kiesett  | kiesett  | kiesett       | kiesett       |
| Vincent Rousseau       | 5000 m          | 13:43,38 | 4.       | 4.       |             |             |             | 14:03,74 | 14.      | 29.      | kiesett       | kiesett       |
| Dirk Vanderherten      | Maraton         |          |          |          |             |             |             |          |          |          | nem ért célba | nem ért célba |
| Alain Cuypers          | 110 m gát       | 13,89    | 4.       | 12.*     | 13,97       | 4.          | 18.         | 13,92    | 7.       | 12.      | kiesett       | kiesett       |
| Alain Cuypers          | 400 m gát       | 50,42    | 3.       | 17.      |             |             |             | 49,75    | 7.       | 13.      | kiesett       | kiesett       |
| William Van Dijck      | 3000 m akadály  | 8:36,80  | 5.       | 15.      |             |             |             | 8:15,63  | 1.       | 1.       | 8:13,99       | 5.            |
| Godfried De Jonckheere | 20 km gyaloglás |          |          |          |             |             |             |          |          |          | 1:27:14       | 35.           |
| Godfried De Jonckheere | 50 km gyaloglás |          |          |          |             |             |             |          |          |          | nem ért célba | nem ért célba |

| Versenyző     | Versenyszám | Selejtező                     | Selejtező | Döntő    | Döntő    |
| Versenyző     | Versenyszám | Eredmény                      | Helyezés  | Eredmény | Helyezés |
| ------------- | ----------- | ----------------------------- | --------- | -------- | -------- |
| Didier Falise | Hármasugrás | 16,35 m (holtverseny) 16,19 m | 11.       | 16,17 m  | 11.      |

Női
| Versenyző       | Versenyszám | Előfutam | Előfutam | Előfutam | Negyeddöntő | Negyeddöntő | Negyeddöntő | Elődöntő | Elődöntő | Elődöntő | Döntő         | Döntő         |
| Versenyző       | Versenyszám | Idő      | Hely.    | Össz.    | Idő         | Hely.       | Össz.       | Idő      | Hely.    | Össz.    | Idő           | Helyezés      |
| --------------- | ----------- | -------- | -------- | -------- | ----------- | ----------- | ----------- | -------- | -------- | -------- | ------------- | ------------- |
| Marleen Renders | 10 000 m    | 32:11,49 | 13.      | 13.      |             |             |             |          |          |          | kiesett       | kiesett       |
| Lieve Slegers   | 10 000 m    | 33:51,36 | 15.      | 33.      |             |             |             |          |          |          | kiesett       | kiesett       |
| Magda Ilands    | Maraton     |          |          |          |             |             |             |          |          |          | 2:38:02       | 35.           |
| Agnes Pardaens  | Maraton     |          |          |          |             |             |             |          |          |          | nem ért célba | nem ért célba |
| Sylvia Dethiér  | 100 m gát   | kizárták | kizárták | kizárták | kiesett     | kiesett     | kiesett     | kiesett  | kiesett  | kiesett  | kiesett       | kiesett       |

| Versenyző             | Versenyszám | 100 m gát | 100 m gát | Magasugrás | Magasugrás | Súlylökés | Súlylökés | 200 m | 200 m | Távolugrás | Távolugrás | Gerelyhajítás | Gerelyhajítás | 800 m   | 800 m | Végeredmény | Végeredmény |
| Versenyző             | Versenyszám | Idő       | Pont      | Eredmény   | Pont       | Eredmény  | Pont      | Idő   | Pont  | Eredmény   | Pont       | Eredmény      | Pont          | Idő     | Pont  | Pont        | Helyezés    |
| --------------------- | ----------- | --------- | --------- | ---------- | ---------- | --------- | --------- | ----- | ----- | ---------- | ---------- | ------------- | ------------- | ------- | ----- | ----------- | ----------- |
| Jacqueline Hautenauve | Hétpróba    | 14,04     | 973       | 177 cm     | 941        | 11,81 m   | 649       | 25,61 | 832   | 599 cm     | 846        | 35,68 m       | 585           | 2:13,90 | 908   | 5734        | 20.         |

## Birkózás
Szabadfogású
| Versenyző      | Versenyszám | Vigaszágas kiesés | Vigaszágas kiesés | Helyosztók        | Helyosztók        | Bronz- mérkőzés   | Döntő             | Helyezés    |
| Versenyző      | Versenyszám | Vigaszágas kiesés | Vigaszágas kiesés | 7. helyért        | 5. helyért        | Bronz- mérkőzés   | Döntő             | Helyezés    |
| Versenyző      | Versenyszám | Ellenfél Eredmény | Hely.             | Ellenfél Eredmény | Ellenfél Eredmény | Ellenfél Eredmény | Ellenfél Eredmény | Helyezés    |
| -------------- | ----------- | --- | ----------------- | ----------------- | ----------------- | ----------------- | ----------------- | ----------- |
| Hubert Bindels | 90 kg       | B csoport · Roberto Neves Filho (BRA) · 10–6 · Reuben Tucker (GUM) · kétvállas · Zevegiin Düvchin (MGL) · 1–3 · Rumen Alabakov (BUL) · 0–9 | 6.                | kiesett           | kiesett           | kiesett           | kiesett           | helyezetlen |

## Cselgáncs
| Versenyző           | Versenyszám  | Csoport | Selejtező                                      | 32-es főtábla                                 | Nyolcaddöntő                       | Negyeddöntő                    | Elődöntő          | Vigaszág nyolcaddöntő             | Vigaszág negyeddöntő              | Vigaszág elődöntő                | Bronz- mérkőzés                 | Döntő             | Helyezés |
| Versenyző           | Versenyszám  | Csoport | Ellenfél Eredmény                              | Ellenfél Eredmény                             | Ellenfél Eredmény                  | Ellenfél Eredmény              | Ellenfél Eredmény | Ellenfél Eredmény                 | Ellenfél Eredmény                 | Ellenfél Eredmény                | Ellenfél Eredmény               | Ellenfél Eredmény | Helyezés |
| ------------------- | ------------ | ------- | ---------------------------------------------- | --------------------------------------------- | ---------------------------------- | ------------------------------ | ----------------- | --------------------------------- | --------------------------------- | -------------------------------- | ------------------------------- | ----------------- | -------- |
| Philip Laats        | Harmatsúly   | A       | Janusz Pawłowski (POL) · 0000–0020             |                                               |                                    |                                |                   | Tommy Mortensen (DEN) · 1010–0000 | Ivo Kosztadinov (BUL) · 0001–0000 | Brent Cooper (NZL) · 0000–0001   | kiesett                         |                   | 7.       |
| Johan Laats         | Váltósúly    | B       | An Bjonggun (An Byeong-Geun) (KOR) · 0100–1001 | kiesett                                       | kiesett                            | kiesett                        | kiesett           |                                   |                                   |                                  |                                 |                   | 34.      |
| Luc Suplis          | Középsúly    | A       | Densign White (GBR) · 0000–0000 (bírói)        | kiesett                                       | kiesett                            | kiesett                        | kiesett           |                                   |                                   |                                  |                                 |                   | 33.      |
| Robert Van de Walle | Félnehézsúly | A       |                                                | Ha Hjongdzsu (Ha Hyeong-Ju) (KOR) · 1001–0000 | Viktor Poddubnij (URS) · 1000–0002 | Marc Meiling (FRG) · 0000–1000 |                   |                                   |                                   | Robert Berland (USA) · 1000–0000 | Jacek Beutler (POL) · 1000–0000 |                   |          |

## Evezés
Férfi
| Versenyző                         | Versenyszám              | Előfutam | Előfutam | Vigaszág | Vigaszág | Elődöntő | Elődöntő | Döntő   | Döntő   | Döntő   | Helyezés    |
| Versenyző                         | Versenyszám              | Idő      | Hely.    | Idő      | Hely.    | Idő      | Hely.    | Típus   | Idő     | Hely.   | Helyezés    |
| --------------------------------- | ------------------------ | -------- | -------- | -------- | -------- | -------- | -------- | ------- | ------- | ------- | ----------- |
| Dirk Crois                        | Egypárevezős             | 7:34,74  | 3.       | 7:19,94  | 3.       | kiesett  | kiesett  | kiesett | kiesett | kiesett | helyezetlen |
| Alain Lewuillon Wim Van Belleghem | Kormányos nélküli kettes | 6:36,62  | 2.       | 6:54,57  | 1.       | 6:47,44  | 2.       | A       | 6:45,47 | 4.      | 4.          |

Női
| Versenyző                                                            | Versenyszám   | Előfutam | Előfutam | Vigaszág | Vigaszág | Elődöntő | Elődöntő | Döntő | Döntő   | Döntő | Helyezés |
| Versenyző                                                            | Versenyszám   | Idő      | Hely.    | Idő      | Hely.    | Idő      | Hely.    | Típus | Idő     | Hely. | Helyezés |
| -------------------------------------------------------------------- | ------------- | -------- | -------- | -------- | -------- | -------- | -------- | ----- | ------- | ----- | -------- |
| Rita Defauw                                                          | Egypárevezős  | 8:09,25  | 2.       | erőnyerő | erőnyerő | 8:07,95  | 5.       | B     | 8:04,90 | 3.    | 9.       |
| Marie-Anne Vandermoere Ann Haesebrouck Lucia Focque Annelies Bredael | Négypárevezős | 6:43,56  | 3.       | 6:37,46  | 2.       |          |          | A     | 6:43,79 | 6.    | 6.       |

## Íjászat
Férfi
| Versenyző                                          | Versenyszám | Selejtező | Selejtező | Nyolcaddöntő | Nyolcaddöntő | Negyeddöntő | Negyeddöntő | Elődöntő | Elődöntő | Döntő   | Döntő    |
| Versenyző                                          | Versenyszám | Pont      | Hely.     | Pont         | Hely.        | Pont        | Hely.       | Pont     | Hely.    | Pont    | Helyezés |
| -------------------------------------------------- | ----------- | --------- | --------- | ------------ | ------------ | ----------- | ----------- | -------- | -------- | ------- | -------- |
| Paul Vermeiren                                     | Egyéni      | 1250      | 22.       | 313          | 12.          | 309         | 17.         | kiesett  | kiesett  | kiesett | kiesett  |
| Patrick De Koning                                  | Egyéni      | 1225      | 44.       | kiesett      | kiesett      | kiesett     | kiesett     | kiesett  | kiesett  | kiesett | kiesett  |
| Francis Notenboom                                  | Egyéni      | 1209      | 53.       | kiesett      | kiesett      | kiesett     | kiesett     | kiesett  | kiesett  | kiesett | kiesett  |
| Patrick De Koning Francis Notenboom Paul Vermeiren | Csapat      | 3684      | 15.       |              |              |             |             | kiesett  | kiesett  | kiesett | kiesett  |

## Kajak-kenu
Férfi
| Versenyző      | Versenyszám       | Előfutam | Előfutam | Előfutam | Vigaszág | Vigaszág | Vigaszág | Elődöntő | Elődöntő | Elődöntő | Döntő   | Döntő    |
| Versenyző      | Versenyszám       | Idő      | Hely.    | Össz.    | Idő      | Hely.    | Össz.    | Idő      | Hely.    | Össz.    | Idő     | Helyezés |
| -------------- | ----------------- | -------- | -------- | -------- | -------- | -------- | -------- | -------- | -------- | -------- | ------- | -------- |
| Geert Deldaele | Kajak egyes 500 m | 1:46,71  | 2.       | 11.      | erőnyerő | erőnyerő | erőnyerő | 1:47,21  | 6.       | 14.      | kiesett | kiesett  |

Női
| Versenyző  | Versenyszám       | Előfutam | Előfutam | Előfutam | Vigaszág | Vigaszág | Vigaszág | Elődöntő | Elődöntő | Elődöntő | Döntő   | Döntő    |
| Versenyző  | Versenyszám       | Idő      | Hely.    | Össz.    | Idő      | Hely.    | Össz.    | Idő      | Hely.    | Össz.    | Idő     | Helyezés |
| ---------- | ----------------- | -------- | -------- | -------- | -------- | -------- | -------- | -------- | -------- | -------- | ------- | -------- |
| Inge Coeck | Kajak egyes 500 m | 2:01,69  | 4.       | 12.      | erőnyerő | erőnyerő | erőnyerő | 2:02,74  | 4.       | 11.      | kiesett | kiesett  |

## Kerékpározás

### Országúti kerékpározás
Férfi
| Versenyző      | Versenyszám   | Idő             | Helyezés |
| -------------- | ------------- | --------------- | -------- |
| Jan Mattheus   | Mezőnyverseny | 4:32:46 (+0:24) | 11.      |
| Johnny Dauwe   | Mezőnyverseny | 4:32:56 (+0:34) | 19.      |
| Frank Francken | Mezőnyverseny | 4:32:56 (+0:34) | 88.      |

Női
| Versenyző      | Versenyszám   | Idő             | Helyezés |
| -------------- | ------------- | --------------- | -------- |
| Kristel Werckx | Mezőnyverseny | 2:00:52 (+0:00) | 23.      |
| Agnes Dusart   | Mezőnyverseny | 2:00:52 (+0:00) | 36.      |

### Pálya-kerékpározás
Sprintversenyek
| Versenyző    | Versenyszám  | Selejtező | Selejtező | 1. forduló                                      | 1. forduló | Vigaszág               | Vigaszág | 2. forduló                                      | 2. forduló | Vigaszág             | Vigaszág | Negyeddöntő                                 | 5–8. helyért                                                                | 5–8. helyért | Elődöntő             | Döntő                | Helyezés |
| Versenyző    | Versenyszám  | Idő       | Hely.     | Ellenfelek Győztes idő                          | Hely.      | Ellenfelek Győztes idő | Hely.    | Ellenfelek Győztes idő                          | Hely.      | Ellenfél Győztes idő | Hely.    | Ellenfél Győztes idő                        | Ellenfelek Győztes idő                                                      | Hely.        | Ellenfél Győztes idő | Ellenfél Győztes idő | Helyezés |
| ------------ | ------------ | --------- | --------- | ----------------------------------------------- | ---------- | ---------------------- | -------- | ----------------------------------------------- | ---------- | -------------------- | -------- | ------------------------------------------- | --------------------------------------------------------------------------- | ------------ | -------------------- | -------------------- | -------- |
| Erik Schoefs | Férfi egyéni | 11,032    | 10.       | Frank Weber (FRG) · Michele Smith (CAY) · 11,34 | 1.         |                        |          | Curt Harnett (CAN) · Gary Neiwand (AUS) · 11,27 | 1.         |                      |          | Eddie Alexander (GBR) · 10,96; 11,81; 10,79 | Vratislav Šustr (TCH) · Frank Weber (FRG) · Maxwell Cheeseman (TRI) · 11,34 | 2.           |                      |                      | 6.       |

## Lovaglás
Díjugratás
| Versenyző                  | Ló     | Versenyszám | Selejtező | Selejtező | Selejtező | Selejtező | Döntő  | Döntő  | Döntő   | Döntő   | Döntő    |
| Versenyző                  | Ló     | Versenyszám | 1. kör    | 2. kör    | Össz.     | Össz.     | 1. kör | 1. kör | 2. kör  | Össz.   | Össz.    |
| Versenyző                  | Ló     | Versenyszám | Pont      | Pont      | Pont      | Hely.     | Pont   | Hely.  | Pont    | Pont    | Helyezés |
| -------------------------- | ------ | ----------- | --------- | --------- | --------- | --------- | ------ | ------ | ------- | ------- | -------- |
| Jean-Claude Van Geenberghe | Piquet | Egyéni      | 69,50     | 63,50     | 133,00    | 5.        | 12,00  | 26.    | kiesett | kiesett | kiesett  |

## Műugrás
Férfi
| Versenyző   | Versenyszám        | Selejtező | Selejtező | Döntő   | Döntő    |
| Versenyző   | Versenyszám        | Pont      | Helyezés  | Pont    | Helyezés |
| ----------- | ------------------ | --------- | --------- | ------- | -------- |
| Tom Lemaire | Egyéni műugrás     | 549,09    | 15.       | kiesett | kiesett  |
| Tom Lemaire | Egyéni toronyugrás | 433,68    | 24.       | kiesett | kiesett  |

## Sportlövészet
Férfi
| Versenyző     | Versenyszám    | Selejtező | Selejtező | Döntő   | Döntő    |
| Versenyző     | Versenyszám    | Pont      | Helyezés  | Pont    | Helyezés |
| ------------- | -------------- | --------- | --------- | ------- | -------- |
| Jean Bogaerts | Légpisztoly    | 571       | 33.       | kiesett | kiesett  |
| Jean Bogaerts | Szabadpisztoly | 556       | 16.       | kiesett | kiesett  |
| Frank Arens   | Légpuska       | 580       | 38.       | kiesett | kiesett  |

Női
| Versenyző   | Versenyszám   | Selejtező | Selejtező | Döntő   | Döntő    |
| Versenyző   | Versenyszám   | Pont      | Helyezés  | Pont    | Helyezés |
| ----------- | ------------- | --------- | --------- | ------- | -------- |
| Anne Goffin | Légpisztoly   | 381       | 6.        | 480,2   | 4.       |
| Anne Goffin | Sportpisztoly | 581       | 12.       | kiesett | kiesett  |
| Karin Biva  | Légpuska      | 386       | 28.       | kiesett | kiesett  |

Nyílt
| Versenyző       | Versenyszám | Selejtező | Selejtező | Döntő   | Döntő    |
| Versenyző       | Versenyszám | Pont      | Helyezés  | Pont    | Helyezés |
| --------------- | ----------- | --------- | --------- | ------- | -------- |
| Frans Peeters   | Trap        | 195       | 3.        | 219     |          |
| Michel Demoulin | Skeet       | 141       | 40.       | kiesett | kiesett  |

## Szinkronúszás
| Versenyző         | Versenyszám | Selejtező           | Selejtező           | Selejtező       | Selejtező  | Selejtező  | Döntő           | Döntő      | Döntő      |
| Versenyző         | Versenyszám | Technikai gyakorlat | Technikai gyakorlat | Zenés gyakorlat | Összesítés | Összesítés | Zenés gyakorlat | Összesítés | Összesítés |
| Versenyző         | Versenyszám | Pont                | Hely.               | Pont            | Pont       | Hely.      | Pont            | Pont       | Helyezés   |
| ----------------- | ----------- | ------------------- | ------------------- | --------------- | ---------- | ---------- | --------------- | ---------- | ---------- |
| Patricia Serneels | Egyéni      | 78,750              | 41.                 | 85,80           | 164,550    | 17.        | kiesett         | kiesett    | kiesett    |

## Torna
Női
| Versenyző         | Versenyszám      | Selejtező | Selejtező | Döntő    | Döntő    |
| Versenyző         | Versenyszám      | Pontszám  | Helyezés  | Pontszám | Helyezés |
| ----------------- | ---------------- | --------- | --------- | -------- | -------- |
| Mauricette Geller | Talaj            | 8,975     | 90.       | kiesett  | kiesett  |
| Mauricette Geller | Ugrás            | 9,225     | 89.       | kiesett  | kiesett  |
| Mauricette Geller | Felemás korlát   | 8,750     | 90.       | kiesett  | kiesett  |
| Mauricette Geller | Gerenda          | 8,825     | 90.       | kiesett  | kiesett  |
| Mauricette Geller | Egyéni összetett | 35,775    | 90.       | kiesett  | kiesett  |

### Ritmikus gimnasztika
| Versenyző        | Versenyszám | Selejtező | Selejtező | Döntő   | Döntő    |
| Versenyző        | Versenyszám | Pont      | Hely.     | Pont    | Helyezés |
| ---------------- | ----------- | --------- | --------- | ------- | -------- |
| Laurence Brihaye | Egyéni      | 37,60     | 27.       | kiesett | kiesett  |

## Úszás
Férfi
| Versenyző          | Versenyszám    | Előfutam | Előfutam | Előfutam | Döntő   | Döntő   | Döntő   | Helyezés |
| Versenyző          | Versenyszám    | Idő      | Hely.    | Össz.    | Típus   | Idő     | Hely.   | Helyezés |
| ------------------ | -------------- | -------- | -------- | -------- | ------- | ------- | ------- | -------- |
| Jean-Marie Arnould | 100 m gyors    | 52,26    | 3.       | 34.      | kiesett | kiesett | kiesett | kiesett  |
| Jean-Marie Arnould | 200 m gyors    | 1:53,73  | 7.       | 33.      | kiesett | kiesett | kiesett | kiesett  |
| Jean-Marie Arnould | 400 m gyors    | 3:59,91  | 8.       | 29.      | kiesett | kiesett | kiesett | kiesett  |
| Jean-Marie Arnould | 200 m pillangó | 2:03,76  | 3.       | 25.      | kiesett | kiesett | kiesett | kiesett  |
| Sidney Appelboom   | 100 m mell     | 1:05,21  | 2.       | 33.      | kiesett | kiesett | kiesett | kiesett  |
| Sidney Appelboom   | 200 m vegyes   | 2:11,55  | 4.       | 33.      | kiesett | kiesett | kiesett | kiesett  |
| Sidney Appelboom   | 200 m mell     | 2:18,02  | 1.       | 12.*     | B       | 2:18,08 | 3.      | 11.      |
| Luc Van de Vondel  | 200 m mell     | 2:21,50  | 5.       | 28.      | kiesett | kiesett | kiesett | kiesett  |
| Luc Van de Vondel  | 100 m mell     | 1:06,24  | 5.       | 45.      | kiesett | kiesett | kiesett | kiesett  |

Női
| Versenyző           | Versenyszám    | Előfutam | Előfutam | Előfutam | Döntő   | Döntő   | Döntő   | Helyezés |
| Versenyző           | Versenyszám    | Idő      | Hely.    | Össz.    | Típus   | Idő     | Hely.   | Helyezés |
| ------------------- | -------------- | -------- | -------- | -------- | ------- | ------- | ------- | -------- |
| Isabelle Arnould    | 200 m gyors    | 2:03,32  | 5.*      | 18.*     | kiesett | kiesett | kiesett | kiesett  |
| Isabelle Arnould    | 800 m gyors    | 8:34,56  | 3.       | 7.       | A       | 8:37,47 | 7.      | 7.       |
| Isabelle Arnould    | 200 m pillangó | 2:20,74  | 3.       | 24.      | kiesett | kiesett | kiesett | kiesett  |
| Isabelle Arnould    | 400 m gyors    | 4:11,71  | 3.       | 6.       | A       | 4:11,73 | 6.      | 6.       |
| Christelle Janssens | 400 m gyors    | 4:19,96  | 6.       | 25.      | kiesett | kiesett | kiesett | kiesett  |
| Christelle Janssens | 800 m gyors    | 8:51,22  | 7.       | 20.      | kiesett | kiesett | kiesett | kiesett  |
| Ingrid Lempereur    | 100 m mell     | 1:11,00  | 3.       | 11.      | B       | 1:10,86 | 3.      | 11.      |
| Ingrid Lempereur    | 200 m mell     | 2:30,07  | 2.       | 7.       | A       | 2:29,42 | 6.      | 6.       |
| Brigitte Becue      | 200 m mell     | 2:33,13  | 1.       | 14.      | B       | 2:34,10 | 8.      | 16.      |
| Brigitte Becue      | 100 m mell     | 1:12,90  | 2.       | 21.      | kiesett | kiesett | kiesett | kiesett  |

* - egy másik versenyzővel azonos eredményt ért el

## Vívás
Férfi
| Versenyző        | Versenyszám       | Selejtező | Selejtező | Selejtező | Selejtező | Selejtező | Selejtező | Főtábla                     | Főtábla                        | Főtábla           | Vigaszág                    | Vigaszág                    | Vigaszág          | Vigaszág          | Negyeddöntő       | Elődöntő          | Döntő             | Helyezés |
| Versenyző        | Versenyszám       | 1. kör | 1. kör    | 2. kör | 2. kör    | 3. kör | 3. kör    | 1. kör                      | 2. kör                         | 3. kör            | 1. kör                      | 2. kör                      | 3. kör            | 4. kör            | Negyeddöntő       | Elődöntő          | Döntő             | Helyezés |
| Versenyző        | Versenyszám       | Ellenfél Eredmény | Hely.     | Ellenfél Eredmény | Hely.     | Ellenfél Eredmény | Hely.     | Ellenfél Eredmény           | Ellenfél Eredmény              | Ellenfél Eredmény | Ellenfél Eredmény           | Ellenfél Eredmény           | Ellenfél Eredmény | Ellenfél Eredmény | Ellenfél Eredmény | Ellenfél Eredmény | Ellenfél Eredmény | Helyezés |
| ---------------- | ----------------- | --- | --------- | --- | --------- | --- | --------- | --------------------------- | ------------------------------ | ----------------- | --------------------------- | --------------------------- | ----------------- | ----------------- | ----------------- | ----------------- | ----------------- | -------- |
| Thierry Soumagne | Tőr, egyéni       | 12. csoport · Léj Cung-man (Lee Chung Man) (HKG) · 5–0 · José Bandeira (POR) · 5–1 · Stephen Angers (CAN) · 5–4 · Lao Sao-pej (Lao Shaopei) (CHN) · 1–5 · Andrea Borella (ITA) · 3–5 | 3.        | 4. csoport · Robert Davidson (AUS) · 3–5 · Aris Enkelmann (GDR) · 5–3 · Stefano Cerioni (ITA) · 5–4 · Patrick Groc (FRA) · 3–5 · Matthias Gey (FRG) · 4–5 | 5.        | 2. csoport · Jesús Esperanza (ESP) · 3–5 · Mauro Numa (ITA) · 5–4 · Bogusław Zych (POL) · 3–5 · Peter Lewison (USA) · 1–5                                    | 4.        | Philippe Omnès (FRA) · 8–10 |                                |                   | Leszek Bandach (POL) · 10–7 | Laurent Bel (FRA) · 8–10    | kiesett           | kiesett           | kiesett           | kiesett           | kiesett           | 22.      |
| Stefan Joos      | Párbajtőr, egyéni | 9. csoport · Arno Strohmeyer (AUT) · 4–5 · Ali Abuzamia (JOR) · 5–0 · I Szanggi (Lee Sang-gi) (KOR) · 5–4 · Vlagyimir Reznyicsenko (URS) · 1–5                                       | 3.        | 12. csoport · Roberto Durão (POR) · 5–1 · Johannes Nagele (AUT) · 5–3 · Mauricio Rivas (COL) · 5–2 · Stephen Trevor (USA) · 2–5                           | 2.        | 3. csoport · Uwe Proske (GDR) · 2–5 · Roberto Lazzarini (BRA) · 5–1 · Vlagyimir Reznyicsenko (URS) · 5–1 · Péter Vánky (SWE) · 4–5 · Éric Srecki (FRA) · 3–5 | 3.        | Arwin Kardolus (NED) · 10–9 | Torsten Kühnemund (GDR) · 6–10 |                   |                             | Patrice Gaille (SUI) · 5–10 | kiesett           | kiesett           | kiesett           | kiesett           | kiesett           | 22.      |
| Thierry Soumagne | Párbajtőr, egyéni | 12. csoport · Abdul Rahman Khalid (BRN) · 5–0 · Chan Khaj-száng (Chan Kai Sang) (HKG) · 5–4 · Uwe Proske (GDR) · 1–5 · Michel Poffet (SUI) · 2–5                                     | 3.        | 8. csoport · Stéphane Ganeff (NED) · 5–4 · Thomas Gerull (FRG) · 2–5 · Jun Namdzsin (Yun Nam-Jin) (KOR) · 1–5 · Angelo Mazzoni (ITA) · 0–5                | 5.        | kiesett | kiesett   | kiesett                     | kiesett                        | kiesett           | kiesett                     | kiesett                     | kiesett           | kiesett           | kiesett           | kiesett           | kiesett           | 52.      |